# Jean-Claude Trichet

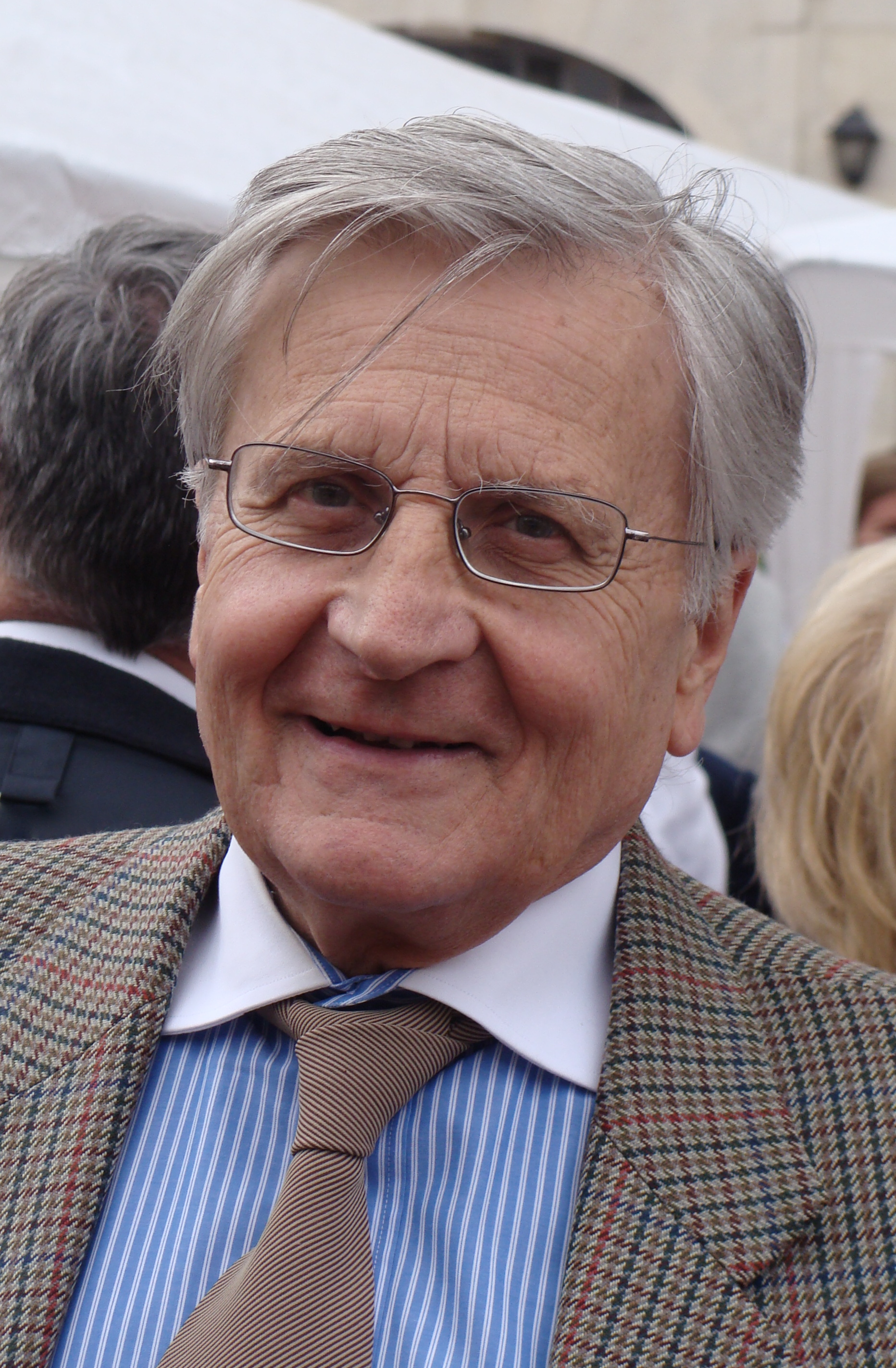
Jean-Claude Trichet

Jean-Claude Trichet (20. prosince 1942, Lyon, Francie) je francouzský státní úředník a guvernér francouzské centrální banky. V letech 2003–2011 byl prezidentem Evropské centrální banky.
Trichet byl od roku 1993 guvernérem francouzské centrální banky. V čele Evropské centrální banky nahradil 1. listopadu 2003 Nizozemce Wima Duisenberga. 1. listopadu 2011 ho ve funkci prezidenta ECB vystřídal Mario Draghi.

## Vyznamenání
- velkokříž Řádu prince Jindřicha, Portugalsko, 6. května 2010[1]
- velkokříž Záslužného řádu Spolkové republiky Německo, Německo, 2011
- velkodůstojník Řádu za zásluhy Polské republiky, Polsko, 2011[2]
- velká čestná dekorace ve zlatě na stuze Čestného odznaku Za zásluhy o Rakouskou republiku, Rakousko, 2011[3]
- rytíř Hesenského řádu za zásluhy, Hesensko, 2011
- rytíř velkokříže Řádu dynastie Oranžsko-Nasavské, Nizozemsko, 21. ledna 2011[4]
- Řád vycházejícího slunce I. třídy, Japonsko, 2018
- komandér Řádu čestné legie, Francie
- důstojník Národního řádu za zásluhy